# 북악산로
북악산로(北岳山路, Bugaksan-ro)는 서울특별시 종로구 부암동 251-21(북악스카이웨이3교)에서 성북구 종암동 23-80(개운산입구)까지를 잇는 도로이다. 도로명은 북악산에서 유래했다. 창의문부터 아리랑로 아리랑고개까지는 북악스카이웨이라는 이름으로 1968년에 개통되었다. 이 도로는 고도차가 매우 크기 때문에 루프선 형태의 구간도 있다. 기점에서 인왕산로와 직결된다.

## 연혁
- 1968년 2월 20일 : 북악스카이웨이 구간 착공
- 1968년 8월 15일 : 통행료 징수 개시[1]
- 1968년 9월 28일 : 북악스카이웨이 개통[2]
- 1975년 5월 11일 : 북악스카이웨이 (서대문구 부암동 ~ 성북구 정릉동) 구간 통행료 징수 중지[3]
- 1976년 7월 16일 : 북악스카이웨이 구간 통행료 폐지[4]
- 일자 불명 : 개운산 산복도로 개통에 따라 종점을 종암동까지 연장
- 2010년 4월 22일 : 북악산로로 개칭[5]

## 주요 경유지
서울특별시
- 종로구 (부암동 - 평창동)
- 성북구 (성북동 - 정릉동 - 돈암동 - 안암동5가 - 종암동)

## 노선
- 연한 파란색(■): 서울특별시도 제5303호선 구간

| 교차로·교량                             | 접속 노선                               | 소재지                                  | 소재지                                  | 비고                                    |
| 서울특별시도 제5303호선 인왕산로와 직결 | 서울특별시도 제5303호선 인왕산로와 직결 | 서울특별시도 제5303호선 인왕산로와 직결 | 서울특별시도 제5303호선 인왕산로와 직결 | 서울특별시도 제5303호선 인왕산로와 직결 |
| --------------------------------------- | --------------------------------------- | --------------------------------------- | --------------------------------------- | --------------------------------------- |
| 북악스카이웨이3교 (창의문로)            | 서울특별시도 제5303호선 인왕산로        | 종로구                                  | 부암동                                  | 육교                                    |
|                                         | 백석동길                                | 종로구                                  | 부암동                                  | 교차로 이름 없음                        |
|                                         | 백석동2길                               | 종로구                                  | 부암동                                  | 교차로 이름 없음                        |
| 북악스카이웨이2교 (북악산로)            |                                         | 종로구                                  | 부암동                                  | 육교                                    |
|                                         |                                         | 종로구                                  | 평창동                                  | 해당 구간 교차로 없음                   |
| 성북구                                  | 성북동                                  |                                         |                                         | 해당 구간 교차로 없음                   |
| 종로구                                  | 평창동                                  |                                         |                                         | 해당 구간 교차로 없음                   |
| 성북구                                  | 정릉제3동                               |                                         |                                         | 해당 구간 교차로 없음                   |
| 성북구                                  | 성북동                                  |                                         |                                         | 해당 구간 교차로 없음                   |
| 성북구                                  | 정릉제3동                               |                                         |                                         | 해당 구간 교차로 없음                   |
| 성북구                                  | 북악스카이웨이4교 (대사관로)            |                                         | 성북동                                  | 육교                                    |
| 성북구                                  |                                         | 대사관로                                | 성북동                                  | 교차로 이름 없음                        |
| 성북구                                  |                                         |                                         | 정릉제2동                               | 해당 구간 교차로 없음                   |
| 성북구                                  |                                         | 북악산로1길                             | 성북동                                  | 교차로 이름 없음                        |
| 성북구                                  |                                         | 성북로4길                               | 돈암제2동                               | 교차로 이름 없음                        |
| 성북구                                  |                                         |                                         | 정릉제2동                               | 해당 구간 교차로 없음                   |
| 성북구                                  | 돈암제2동                               |                                         |                                         | 해당 구간 교차로 없음                   |
| 성북구                                  |                                         | 북악산로1길                             | 정릉제2동                               | 교차로 이름 없음                        |
| 성북구                                  |                                         |                                         | 돈암제2동                               | 해당 구간 교차로 없음                   |
| 성북구                                  |                                         | 북악산로3길                             | 정릉제2동                               | 교차로 이름 없음                        |
| 성북구                                  | 북악스카이웨이1교 (아리랑로5길)         |                                         | 정릉제2동                               | 육교                                    |
| 성북구                                  | 아리랑고개                              | 서울특별시도 제2801호선 아리랑로        | 정릉제2동                               |                                         |
| 성북구                                  |                                         | 북악산로15길                            | 정릉제1동                               | 교차로 이름 없음                        |
| 성북구                                  | 돈암육교 (동소문로)                     |                                         | 돈암제1동                               | 육교                                    |
| 성북구                                  | 미아리구름다리 (동소문로)               |                                         | 돈암제1동                               | 육교                                    |
| 성북구                                  |                                         | 정릉로44길                              | 돈암제1동                               | 교차로 이름 없음                        |
| 성북구                                  | 동소문로32길                            |                                         | 돈암제1동                               | 교차로 이름 없음                        |
| 성북구                                  |                                         | 고려대로17길                            | 안암동                                  | 교차로 이름 없음                        |
| 성북구                                  | 개운산입구                              | 서울특별시도 제30호선 · 제52호선 종암로 | 종암동                                  |                                         |

## 과거 통행료
1968년 8월 15일부터 1975년 5월 11일까지 부암동과 정릉동에 요금소를 설치하고 통행료를 징수했다. 본래 통행료를 1980년 2월 25일까지 징수하기로 했으나 1975년 5월 11일에 징수를 중단하고 1976년 7월 16일부터 무료 통행이 이루어졌다. 다음은 1968년부터 1975년까지 징수한 통행 요금이다.
| 구분   | 통행료 | 비고                                  |
| ------ | ------ | ------------------------------------- |
| 승용차 | 50원   |                                       |
| 버스   | 100원  | 1975년 통행료 징수 당시 50원으로 인하 |

## 부속도로
- ● : 전 구간 해당
- ▲ : 일부 구간 해당
- ✖ : 해당 없음

| 도로명        | 기점            | 종점           | 총연장 (m) | 차량 통행 가능 | 일방통행 | 소재지 | 소재지    |
| ------------- | --------------- | -------------- | ---------- | -------------- | -------- | ------ | --------- |
| 북악산로1길   | 정릉동 산87-233 | 정릉동 산87-16 | 725        | ●              | ✖        | 성북구 | 정릉제2동 |
| 북악산로1가길 | 정릉동 508-46   | 정릉동 508-59  | 226        | ●              | ✖        | 성북구 | 정릉제2동 |
| 북악산로1나길 | 정릉동 508-76   | 정릉동 508-89  | 245        | ●              | ✖        | 성북구 | 정릉제2동 |
| 북악산로1다길 | 정릉동 508-110  | 정릉동 508-90  | 244        | ●              | ✖        | 성북구 | 정릉제2동 |
| 북악산로1라길 | 정릉동 508-140  | 정릉동 산87-16 | 266        | ●              | ✖        | 성북구 | 정릉제2동 |
| 북악산로3길   | 정릉동 556-29   | 정릉동 607-2   | 255        | ●              | ✖        | 성북구 | 정릉제2동 |
| 북악산로5길   | 정릉동 559-60   | 정릉동 506-68  | 236        | ●              | ▲        | 성북구 | 정릉제2동 |
| 북악산로15길  | 정릉동 1035-1   | 정릉동 16-12   | 322        | ●              | ▲        | 성북구 | 정릉제1동 |
| 북악산로17길  | 돈암동 42-36    | 돈암동 45-38   | 100        | ●              | ●        | 성북구 | 돈암제1동 |
| 북악산로22길  | 돈암동 74-268   | 돈암동 83-22   | 159        | ▲              | ✖        | 성북구 | 동선동    |
| 북악산로27길  | 종암동 31-4     | 종암동 32-1    | 289        | ▲              | ✖        | 성북구 | 종암동    |
| 북악산로29길  | 종암동 31-4     | 종암동 39-6    | 390        | ●              | ▲        | 성북구 | 종암동    |
| 북악산로31길  | 종암동 산2-75   | 종암동 23-25   | 215        | ●              | ✖        | 성북구 | 종암동    |

## 주요 건물 및 시설
- 북악팔각정 (서울특별시 종로구 북악산로 267)
- 대한불교조계종 연수암 (서울특별시 성북구 북악산로 719-9)
- 매원초등학교 (서울특별시 성북구 북악산로 870)
- 고명중학교 (서울특별시 성북구 북악산로 870)
- 고명경영고등학교 (서울특별시 성북구 북악산로 870)
- 성신초등학교 (서울특별시 성북구 북악산로 918)
- 성신여자중학교 (서울특별시 성북구 북악산로 918)
- 대한불교조계종 방생선원 (서울특별시 성북구 북악산로 927-29)
- 개운중학교 (서울특별시 성북구 북악산로 935)
- 성북구의회 (서울특별시 성북구 북악산로 949-60)
- 성북참노인전문병원 (서울특별시 성북구 북악산로1길 71)
- 한법종 구경암 (서울특별시 성북구 북악산로5길 22)
- 대한예수교장로회 돈암제일교회 (서울특별시 성북구 북악산로15길 42)